# Punta Mazzei
Punta Mazzei  ist eine Landspitze im Norden der Livingston-Insel im Archipel der Südlichen Shetlandinseln. Auf der Westseite des Kap Shirreff, dem nördlichen Ausläufer der Johannes-Paul-II.-Halbinsel, liegt sie nördlich des Playa Golondrina und südlich des Playa Yamana.
Chilenische Wissenschaftler benannten sie nach Antonio Mazzei Fernández, Meteorologe auf dem Schiff Piloto Pardo bei der 20. Chilenischen Antarktisexpedition (1965–1966), der dabei an der Zählung des Säugetierbestands in diesem Gebiet beteiligt war.